# Jazzpoint Records
Jazzpoint Records mit aktuellem Sitz in Weinsberg ist ein unabhängiges deutsches Musiklabel, das 1974 von dem Musiker Jan Jankeje und seiner Frau Gerti Jankejova (1945–2020) gegründet wurde. Es hat sich auf Jazz spezialisiert, aber auch Alben mit indischer Musik herausgegeben. Es gilt als das „älteste Jazzlabel“ Baden-Württembergs.
Das Label, das zunächst die württembergische Jazzszene dokumentierte (etwa Frédéric Rabold, Klaus Wagenleiter, Kuno Schmid, Stuttgarter Smallstars & Jeanette McLeod, Gismo Graf) hat einen besonderen Fokus auf Saiteninstrumente gelegt. Mit Musikern wie Larry Coryell, Jaco Pastorius, Subroto Roy Chowdhury, Vic Juris, Katie Kern und Miroslav Vitouš erschienen zahlreiche Produktionen, aber auch mit Romano Mussolini, mit Benny Waters, Al Casey und Red Richards. Jazzpoint Records baute insbesondere die Karriere des Gitarristen Biréli Lagrène auf, veröffentlichte aber auch die Fun Horns und Crossover-Produktionen von Subroto Roy Chowdhury und Steve Lacy. 
Jazzpoint Records veröffentlichte ferner 2000 auf einer Doppel-CD ein Konzert von Louis Armstrong, das 1965 im Ostberliner Friedrichstadt-Palast stattfand und von Karlheinz Drechsel mit Liner Notes versehen wurde. Auf einer DVD, die auch informative Interviews mit den beteiligten Musikern enthält, erschien ein Konzertmitschnitt mit dem österreichischen Multiinstrumentalisten Oscar Klein und seinem Quintett. Das Werk Kleins ist mit insgesamt 20 Tonträgern vom Label breit dokumentiert.